# Морра ди Лавриано, Роберто
Роберто Морра ди Лавриано э делла Монта (итал. Roberto Morra di Lavriano e della Montà, 24 декабря 1830 года, Турин, Сардинское королевство — 20 марта 1917 года, Рим, Королевство Италия) — итальянский государственный и политический деятель, военачальник и дипломат.

## Биография
Родился в семье графа Бонавентуры Морра ди Лавриано э делла Монта и Полисены, урожд. Азинари ди Сан Марцано.

### Военная карьера
31 июля 1844 года закончил Военную академию в Турине.
C 1848 года служил в кавалерийском полку Наварра.
С 1 марта 1850 года перешел на службу в артиллерию.
С 1 января 1851 года служил в генеральном штабе артиллерии.
C 11 мая 1861 года — адъютант, а с 26 октября 1868 года — первый адъютант принца Амедео, герцога д`Аоста.
26 сентября 1868 года — полковник.
С 12 января 1871 года — начальник генерального штаба главного командования военного корпуса Рима.
С 5 марта 1871 года — почётный адъютант Короля.
С 1 января 1874 года — начальник генерального штаба главного командования в Риме.
С 24 мая 1874 года — командир 22 пехотной бригады, с 28 сентября командовал 18 пехотной бригадой.
С 27 мая 1877 года — генерал-майор.
С 24 февраля 1878 года — почётный адъютант Короля, с 20 ноября 1979 года — адъютант Короля. а с 17 апреля 1881 года — генерал-адъютант Короля.
С 14 августа 1884 года — генерал-лейтенант.
с 13 сентября 1883 года — генерал-адъютант Короля.
С 1884 года — командующий войсками в Палермо, с 1885 года — в Падуе, в 1888 году в Милане. С 1888 года — командующий войсками в Риме.
С 13 декабря 1891 года — командующий армейским корпусом.
С 3 января 1894 года — чрезвычайный комиссар на Сицилии.
С 24 октября 1900 года — первый почётный генерал-адъютант Короля.

### Парламентская карьера
В 1874, 1882 и 1886 годах избирался депутатом Палаты депутатов Королевства.
27 октября 1890 года назначен Сенатором Королевства. Член Комиссии для рассмотрения законопроекта о реализации Королевского декрета от 5 ноября 1911 г., № 1247 о суверенитете итальянского королевства в Триполитании и Киренаики (24 февраля 1912 года), член Комиссии для рассмотрения законопроекта «Об утверждении Лозаннского договора» (10 декабря 1912 года), член Комиссии для рассмотрения законопроекта «Предоставление королевскому правительству чрезвычайных полномочий в военное время» (21 мая 1915 года).

### Дипломатическая служба
С 1897 года — посол в Санкт-Петербурге (Российская империя).
С 1 ноября 1900 года — чрезвычайный посланник и полномочный министр.
С 9 августа 1910 года — вышел в отставку и получил ранг посла.

## Награды
- Савойский военный орден:
  - Великий офицер (9 августа 1894 года)[1]
- Орден Святых Маврикия и Лазаря:
  - Большой крест (8 июня 1893 года)
  - Великий офицер (13 июня 1881 года)
  - Командор (30 мая 1867 года)
  - Офицер (21 мая 1865 года)
  - Кавалер (15 января 1863 года)
- Орден Короны Италии:
  - Великий офицер (10 июня 1890 года)
  - Командор (22 апреля 1868 года)
- Кавалер ордена Башни и Меча (Португалия, 2 августа 1863 года)
- Командор ордена Данеброг (Дания, 5 сентября 1863 года)
- Командор ордена Христа (Португалия, 24 октября 1863 года)
- Командор ордена Непорочного зачатия Девы Марии Вилла-Викозской (Португалия, 21 августа 1865 года)
- Командор ордена Изабеллы Католической (Испания, 1865 год)
- Орден Почётного легиона (Франция):
  - Офицер
  - Кавалер (10 июля 1867 года)
- Великий офицер ордена Спасителя (Греция, 9 января 1868 года)
- Командор ордена Карлоса III (Испания, 26 марта 1871 года)
- Серебряная медаль «За воинскую доблесть»,
- Памятная медаль итальянской кампании в 1859 года (Франция)
- Медали в память о войнах за независимость и объединение Италии,
- Медаль с девизом «Единство Италии 1848—1870»

## Семья
Жена — Лучия, урождённая графиня Беттини. Сын — Умберто